# Козловский, Николай Феофанович
Николай Феофанович Козловский (1887 — 1 мая 1939) — российский и советский оператор, актёр, режиссёр, продюсер.

## Биография
Профессией овладел самостоятельно, работая в киевском фотоателье Н. Уземского. С 1907 снимал кинохронику, в частности «Наводнение на Днепре в Киеве 1907 года», «Прыжки и гонки в Киеве» (1907), «Великий человек», «Живописный Киев» (обе – 1908), которую демонстрировал в собственном кинотеатре «Иллюзия»; 1907–08 – оператор более 10 документальных фильмов. С 1908 – в Санкт-Петербурге, в этом году вместе с Александром Дранковым снял первую российскую игровую кинокартину «Понизовая вольница» (реж. Владимир Ромашков). Основал в Москве свою кинофирму «Н. Козловский, С. Юрьев и Ко.», где выступил оператором лент «И мы как люди» (1915, реж. Владимир Дуров), «Покупатели души и тела», «Бал Господень» (обе – 1918), «Грех и искупление» (1922; все – реж. Виктор Туржанский). В 1920-х гг. работал на киностудиях Ленинграда (ныне Санкт-Петербург), Москвы, Одессы. В частности, на Одесской кинофабрике снял фильм «Сумка дипкурьера» (1927, реж. Александр Довженко). 1928-30 работал на кинофабрике «Советская Беларусь». В 1932 году исполнил роль Сергея Лазарева в фильме «Встречный» (реж. Фридрих Эрмлер, Сергей Юткевич).
Умер 1 мая 1939 года.

## Фильмография

### Оператор
- 1908 — Свадьба Кречинского
- 1908 — Стенька Разин
- 1909 — Купец Калашников
- 1909 — Преступление и наказание
- 1911 — Крестьянская свадьба
- 1913 — Аннета хорошо поужинала
- 1913 — Балканская царица
- 1913 — Горный орлёнок
- 1913 — Дикарь
- 1913 — Женщина, которая улыбалась
- 1913 — Как хороши, как свежи были розы...
- 1913 — Кровавая слава
- 1913 — Лесная сказка
- 1913 — Маленькие бандиты
- 1913 — Обрыв
- 1913 — Преступление и наказание
- 1913 — Преступная страсть
- 1913 — Страшная месть горбуна К.
- 1913 — Сумерки женской души
- 1913 — Тайна портрета профессора Инсарова
- 1913 — Трагедия с брюками
- 1913 — Трёхсотлетие царствования дома Романовых
- 1914 — Вера Горич
- 1914 — В кровавом зареве войны
- 1914 — Горе-злосчастье
- 1914 — Гусары смерти
- 1914 — Деньги, или Люди гибнут за металл
- 1914 — Любовный маскарад
- 1914 — Симфония любви и смерти
- 1914 — Царь Фёдор Иоаннович
- 1914 — Шкап смерти
- 1915 — Братья Карамазовы
- 1915 — Гувернантка
- 1915 — Загробная скиталица
- 1915 — И мы как люди
- 1916 — А всё-таки жизнь прекрасна
- 1916 — А защищал её Плевако
- 1916 — Рассказ неизвестного
- 1916 — Розы в крови
- 1916 — Что делать?
- 1917 — Голубая кровь
- 1917 — Женщина без слёз
- 1917 — Золотая орхидея
- 1917 — Рай без Адама
- 1917 — Суррогаты любви
- 1917 — Человек, переживший самого себя
- 1918 — Бал Господень
- 1918 — Болотные миражи
- 1918 — Ваши пальцы пахнут ладаном
- 1918 — Обманутая Ева
- 1918 — Покупатели души и тела
- 1918-1919 — Вы просите песен - их нет у меня
- 1918-1922 — Киносъёмки В. И. Ленина при жизни
- 1919 — Грех и искупление
- 1919-1920 — Отдельные киносюжеты
- 1920 — II-й Конгресс Коминтерна
- 1921 — Голод
- 1921 — Чёрные дни Кронштадта
- 1922 — А там...
- 1922 — Доля ты русская, долюшка женская
- 1922 — Нет счастья на земле
- 1922 — Сказ о том, как лапотники в разум вошли
- 1922 — Скорбь бесконечная
- 1922 — Чудотворец
- 1923 — За власть Советов!
- 1923 — Комедиантка
- 1925 — Палачи
- 1925 — Сердца и доллары
- 1926 — Господа Скотинины
- 1926 — Тарко
- 1927 — Его превосходительство
- 1927 — Сумка дипкурьера
- 1928 — Бунт зубов
- 1928 — Джентльмен и петух
- 1928 — Живые дома
- 1929 — Сосны шумят
- 1930 — Кварталы предместья

### Актёр
- 1932 — Встречный — Сергей Яковлевич Лазарев, инженер, начальник конструкторского бюро

### Режиссёр
- 1913 — Во власти тёмной силы
- 1916 — А защищал её Плевако
- 1917 — Человек, переживший самого себя

### Продюсер
- 1916 — А защищал её Плевако